# 豪尔赫·圣希内斯·伦斯
豪尔赫·圣希内斯·伦斯（西班牙語：Jorge Sanjinez Lenz，1917年1月24日—2020年8月24日），秘鲁老兵，在第二次世界大战期间参加国际志愿军，与同盟國在歐洲戰場对抗轴心国。他是比利时独立旅的一员。

## 生平
1917年1月24日生于秘鲁南部城市莫克瓜。1942年12月，他报名参加了比利时驻秘鲁利马大使馆的志愿军计划，这些欧洲国家及被占领国流亡政府希望团结更多的人民一起粉碎纳粹的统治。这项计划得到了秘魯軍方的认可，并为这些志愿军提供特殊化军事训练。
他离开智利，坐上轮船，跨过大西洋，前往纽约，与其他拉丁美洲人一起在加拿大蒙特利尔接受训练。随后乘坐玛丽王后号邮轮穿越大西洋，抵达爱尔兰。在滞留伦敦期间，他与一位朋友在海德公园里迷路，在导弹的轰炸中幸存。
他被编入比利时独立旅。1944年，他先后参加了诺曼底登陆和荷兰战役。他在西方战线作战时几乎与死神擦肩而过：
|  | 我们看到了爆炸的火光，并慢慢靠近那里。我们只能找到中士的身体。他的手脚被炸飞，已经当场毙命。司机正躺在几米外，昏迷不醒。我们距离吉普车只有几秒钟的路程，但是我们幸存下来了。 |

随后的行动包括法国卡堡（8月21日）、多維爾（8月22日）、翁弗勒尔（8月24日）以及比利时布鲁塞尔（9月3日）。他于1945年4月15日晋升下士，并于同年8月1日（战争结束前一个月）晋升中士。

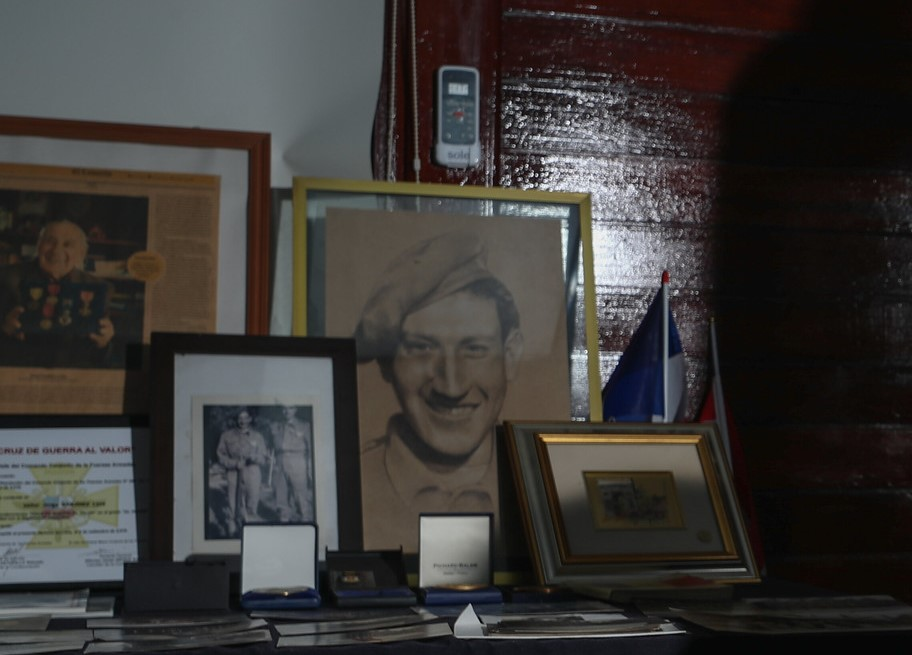
豪尔赫·圣希内斯·伦斯在普卡尔帕家中的陈列品（2019年）

第二次世界大战结束后，他于1946年返回秘鲁，与普卡尔帕人阿拉瓦结婚，这是他的第三任妻子，他们育有两个孩子。1950年代，他在福塞特航空公司工作。
2020年8月24日因肺癌在普卡尔帕逝世。他是最后一位逝世的参加过D日纪念活动的拉丁美洲士兵。

## 荣誉
- 法國榮譽軍團勳章（2017年）[9]